# Cactusvijg

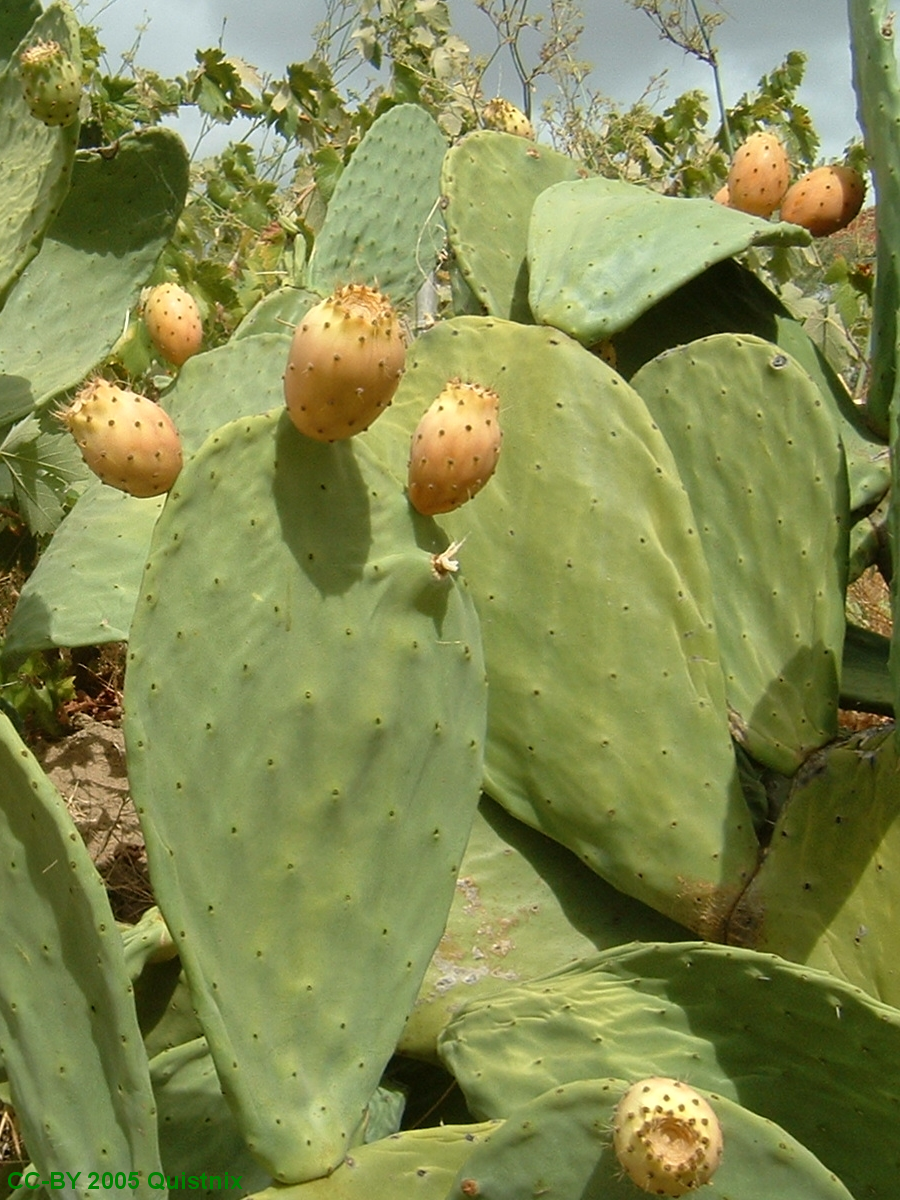
Woestijnvijgen in Portugal

De cactusvijg of woestijnvijg is de vrucht van de cactussoort Opuntia ficus-indica en verwante soorten.
De vrucht wordt ingevoerd vanuit het Middellandse Zeegebied, vooral Marokko, Portugal en Spanje, Latijns-Amerika en Zuid-Afrika. Ze zijn in Nederland en Vlaanderen vrijwel het hele jaar verkrijgbaar op markten en in toko's.
De vruchten zijn rijp zodra ze geel of rood verkleuren. De smaak is zoetig, soms aan de zure kant en lijkt enigszins op die van een peer. Men eet de pitjes mee op. De kleine doorns hebben weerhaakjes en kunnen bij mensen een geïrriteerde huid veroorzaken.
Een goede manier om een cactusvijg te eten zonder zich te prikken aan de scherpe doorns is de volgende: men prikt de vrucht met een vork op en zet deze op een bord. Vervolgens snijdt men met een scherp mes beide uiteinden af en snijdt haaks hierop de schil door. Vervolgens rolt men met de vork (of met de hand, maar raak de buitenkant van de schil niet aan) het vruchtvlees uit de vrucht.
In Mexico en op Malta worden van het sap van de cactusvijg ook alcoholische dranken bereid.